# Lightweight Fighter
Програма створення легких винищувачів (англ. Lightweight Fighter) передбачала створення винищувача з високим рівнем маневреності та з особливим акцентом на зменшенні ваги та вартості.

## Передумови до старту програми
У повітряному бою над В'єтнамом зійшлися американські винищувачі F-4 Phantom II та радянські МіГ-21. У цих боях перевагу здобули МіГи. що привело до поставлення перед командуванням Повітряних сил США завдання створити винищувач нового покоління
МіГ-21 зазвичай озброювався ракетами класу «повітря-повітря» - K-13/Р-13, які фактично були копією американською AIM-9 Sidewinder, та 23-мм внутрішньою гарматою. F-4 часто мав на озброєнні ракети класу «повітря-повітря» AIM-7 Sparrow або AIM-9 Sidewinder, однак ранні «Фантоми», мали тільки ракети на підвісках. Без гармати ці винищувачі часто опинялися в невигідному становищі в повітряних боях з МіГ-21 та іншими винищувачами радянського та китайського виробництва, які просто могли «перекрутити» його у маневреному бою і просто розстріляти. Однак, у пізніших моделях на F-4 були встановлені внутрішні 20-мм ротаційні гармати M61 Vulcan. Фантом мав перевагу за кількістю ракет, часто підвішували до восьми, тоді як у МіГ-21 було лише дві, але це не завадило радянським винищувачам стати більш ефективними в цьому протистоянні через свою універсальність та менші габарити, які давали перевагу у маневреності.
В подальшому на початку 1970-х років, коли розроблялися і починали експлуатуватися винищувачі F-15 Eagle для Повітряні сили США і F-14 Tomcat для Військово-морський флот  США, їх характеристики, особливо швидкість і радіолокаційні можливості радарів — вражали своєю прогресивністю, а ще більше своєю ціною і габаритами. Конгрес США був шокований ідеєю того, що такі дорогі літаки можуть стати основою повітряної компоненти війська, і вимагав, щоб ВПС розглянули можливість дослідження менш витратних варіантів, які могли б доповнити F-15 та F-14, а в подальшому і замінити їх.

## Конкурсанти
П'ять великих підрядників, а саме Boeing, Ling-Temco-Vought, Lockheed (сучасний Lockheed Martin), General Dynamics(тепер є частиною корпорації Lockheed Martin) і Northrop (сучасний Northrop Grumman), подали свої заявки на участь у конкурсі на розробку такого «легкого винищувача».
Серед учасників конкурсу Повітряні сили США, для подальшої розробки обрали прототипиGeneral Dynamics і Northrop, які побудували по два прототипи своїх проектів, позначених як YF-16 і YF-17 відповідно. Компанії отримали повну свободу дій для впровадження інновацій, і вони максимально скористалися цим шансом, розробивши дві різні та доволі нетрадиційні конфігурації. General Dynamics створила змішаний планер з одним двигуном і великим ліхтарем, що забезпечував позамежну видимість для пілота. Northrop же запропонував концепцію двомоторного двохвостого літака з великим розширенням передньої кромки, яка нагадує кобру з капюшоном — тому його початкова робоча назва — Cobra.

## Тестування прототипів

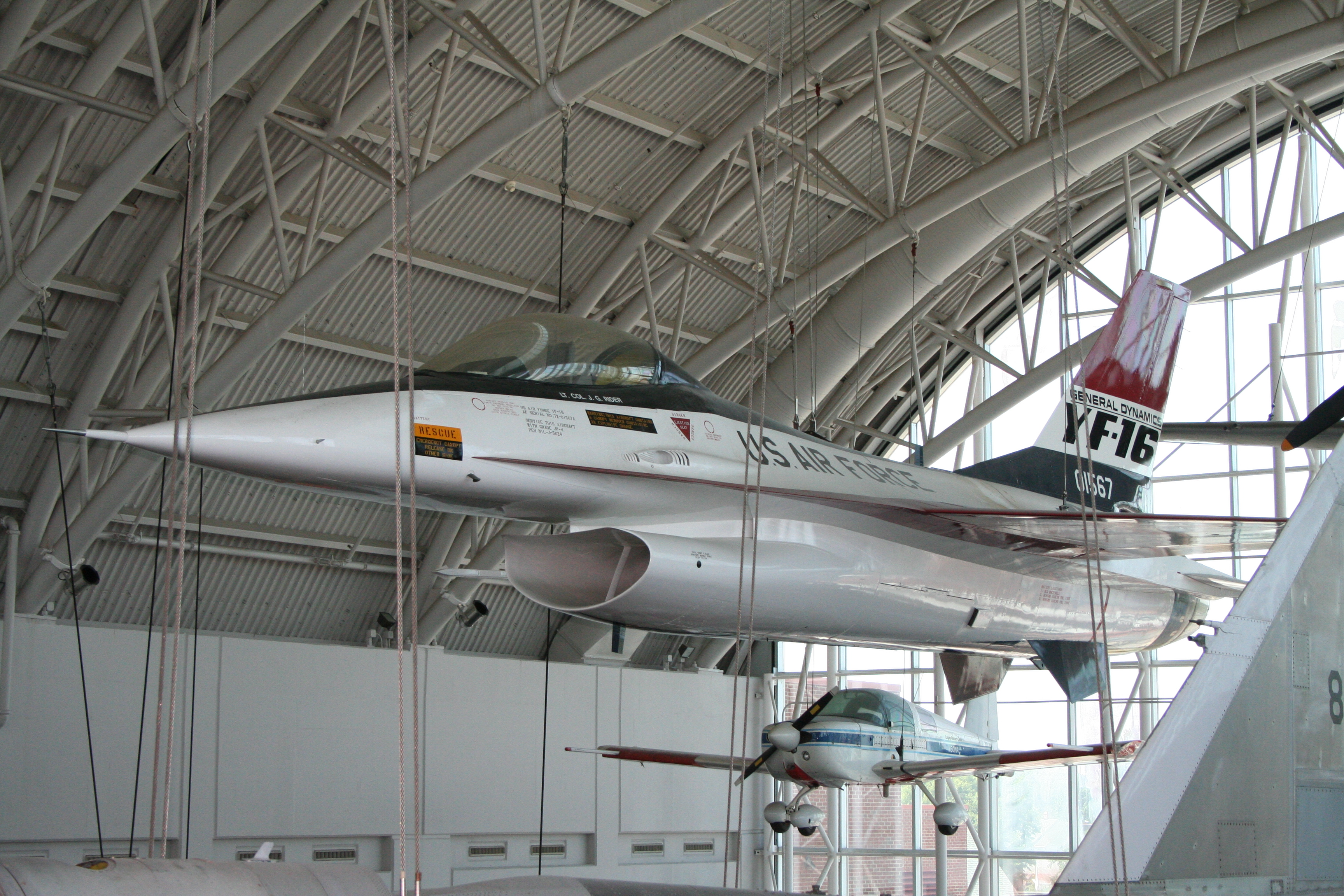
Прототип YF-16

YF-16 став першим із двох прототипів, що вийшли зі стартових воріт заводу General Dynamics 13 грудня 1973 року у Форт-Ворті, штат Техас. Його унікальна та футуристична форма була прикрашена патріотичним червоно-біло-синім кольоровим рішенням, щоб максимально привернути увагу засобів масової інформації. Через місяць відбувся й перший, але не запланований політ цього прототипу. Під час випробування швидкісного таксі пілот-випробувач з General Dynamics, Філ Естріхер, на швидкості близько 240 кілометрів за годину підняв передню стійку шасі, літак одразу почав втрачати стабільність і почав кренитись на бік, тож він змушений був здійснити зліт, щоб уникнути аварії. Пілот зміг приземлитися приблизно через 6 хвилин після підйому в небо. Офіційний перший політ прототипу відбувся як і планувалось — 2-го лютого 1974 року.
Для того, щоб не відстати від конкурентів, 4 квітня 1974 року компанія Northrop випустила свій прототип YF-17 зі свого заводу в Хоторні, штат Каліфорнія. Через два місяці старший пілот-випробувач компанії Генрі Е. Шуто, підняв прототип в небо.

## Результати програми

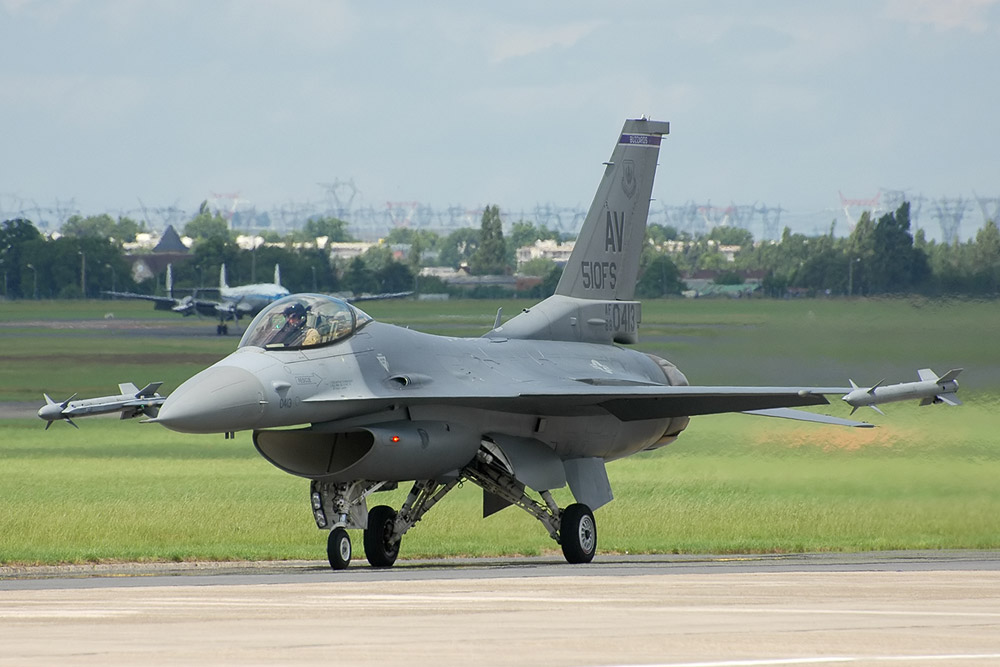
F-16CG

До кінця 1974 року комісія Повітряних сил США завершила оцінювання польотних характеристик обох конкурентів, а 13 січня 1975 року Начальник штабу ПС Джон Лютер МакЛукас оголосив, що General Dynamics YF-16 був визнаний переможцем. Під час прес-конференції в Пентагоні МакЛукас зазначив, що програма льотних випробувань обох типів реактивних літаків пройшли добре, він відзначив, що YF-16 проявив себе трохи краще у швидкості, прискоренні, швидкості маневру та краще витримував перенавантаження.
«YF-16 досягнув усіх цілей продуктивності, які ми для нього встановили», - Джон Лютер МакЛукас

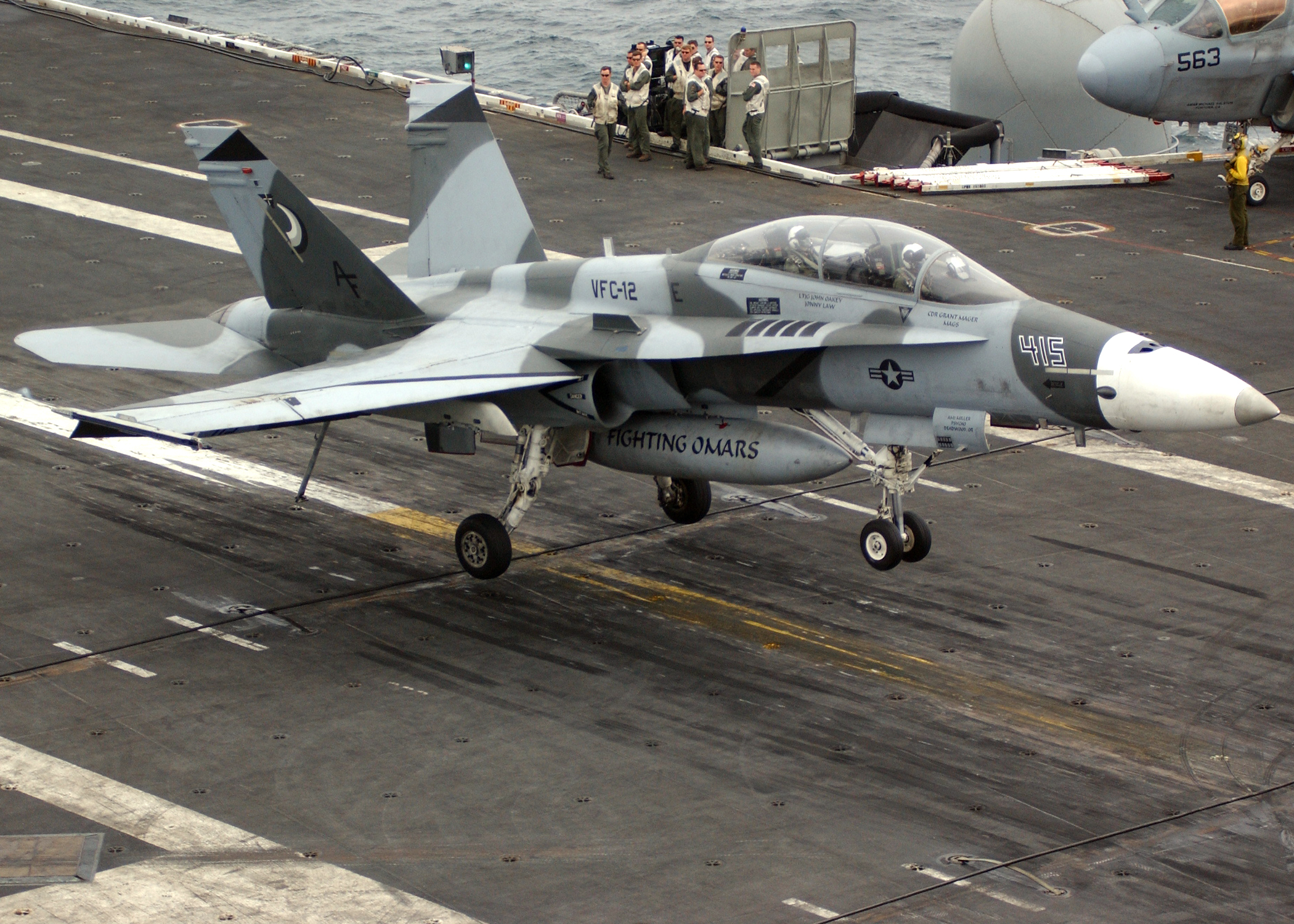
F/A-18B Hornet посадка на авіаносець «Рональд Рейган».

Однак, варто зазначити, що програш компанії Northrop у програмі «Lightweight Fighter» не знецінив її роботу, Військово-морський флот США віддавав перевагу двомоторному літаку для авіаносних операцій, щоб забезпечити пілотам кращі можливості підняти літак, якщо один з двигунів вийде з ладу. Військово-морські сили вже розглядали легкий винищувач, який міг би доповнити, а з часом і замінити великий і складний F-14 Tomcat. В подальшому YF-17 «Cobra» стане основою для створення F/A-18 Hornet.
Повертаючись до переможця конкурсу, то того ж 13 січня 1975 року прототип YF-16 втратив індекс «Y», що призначався для прототипів, і в подальшому був запущений у серійне виробництво. Тоді ж цьому винищувачу було присвоєно його власне ім'я - F-16 Fighting Falcon .

## Список джерел
- 1.	Винищувач F-16: чи зможе "бойовий сокіл" у руках українських асів здобути перевагу в небі. ФОКУС. URL: https://focus.ua/uk/voennye-novosti/570743-vinishuvach-f-16-chi-zmozhe-bojovij-sokil-u-rukah-ukrayinskih-asiv-zdobuti-perevagu-v-nebi
- 2.	Петричак І. Літак F-16: чи кращий він за російську авіацію та чи змінить його поява ситуацію в Україні. ТСН.ua. URL: https://tsn.ua/exclusive/litak-f-16-chi-kraschiy-vin-vid-rosiyskoyi-aviaciyi-ta-chi-zminit-yogo-poyava-situaciyu-v-ukrayini-2496274.html
- 3.	20 січня 1974 року: f-16 здійснив свій перший політ. Defense Here. URL: https://www.defensehere.com/uk/20-січня-1974-року-f-16-здійснив-свій-перший-політ
- 4.	D. Orr C. Lightweight fighter competition: the F-16 and F/A-18 battled to join the U.S. air force. The National Interest. URL: https://nationalinterest.org/blog/buzz/lightweight-fighter-competition-f-16-and-fa-18-battled-join-us-air-force-208761
- 5.	Haskew M. The F-4 phantom vs. the mig-21: which was better?. Warfare History Network. URL: https://warfarehistorynetwork.com/the-f-4-phantom-vs-the-mig-21-which-was-better/
- 6.	Simonsen E. Legacy of the lightweight fighter competition | air & space forces magazine. Air & Space Forces Magazine. URL: https://www.airandspaceforces.com/article/legacy-of-the-lightweight-fighter-competition/